# Zgrada u Splitu u Domaldovoj 4 i 6
Zgrada u Splitu, Hrvatska, na adresi Domaldova 4 i 6, građena u 15. stoljeću, jedna je od nekoliko gradskih kasnogotičkih palača koje su nastale po uzoru na Veliku Papalićevu palaču Jurja Dalmatinca, pregradnjom ranije gotičke građevine. Obnovljena je u duhu cvjetne gotike polovicom 15. stoljeća o čemu svjedoči portal prvog kata. Pretpostavlja se da je pripadala Nikoli, ocu pjesnika Marka Marulića. Danas na uličnom pročelju nije sačuvana gotička arhitektonska plastika ni grb, pa ne možemo sa sigurnošću utvrditi kojoj je obitelji pripadala. Ova gotička palača često je svrstavana u karakteristični tip palača koji se vezuje uz mletačku stambenu arhitekturu gotike, iako oblikovanje njenog dvorišta ukazuje na iznimno vrijedan primjer anžuvinske gotičke arhitekture splitskog trecenta.

## Zaštita
Pod oznakom Z-5050 zavedena je kao nepokretno kulturno dobro - pojedinačno, pravna statusa zaštićena kulturnog dobra, klasificiranog kao profana graditeljska baština.